# Anthropic
Anthropic — це американський стартап в галузі штучного інтелекту, заснований колишніми співробітниками OpenAI. Компанія спеціалізується на розробці загальних систем штучного інтелекту та мовних моделей, керуючись принципом відповідального використання ШІ. В кінці 2022 року Google інвестувала в компанію майже 400 мільйонів доларів, а Anthropic оголосила про офіційне партнерство з Google Cloud.

## Історія
Компанію Anthropic заснували в 2021 році колишні співробітники OpenAI, сестра та брат Даніела і Даріо Амодеї. Останній був віце-президентом OpenAI з досліджень.
Амодеї були серед тих, хто залишив OpenAI через розбіжності в напрямках розвитку компанії, зокрема щодо співпраці з Microsoft у 2019 році.
У лютому 2023 року компанія Anthropic подала до суду на компанію Anthropic із Техасу за використання їхньої зареєстрованої торгової марки «Anthropic AI».

## Проєкти

### Claude
Anthropic почав розробку власного чат-бота зі штучним інтелектом під назвою Claude. Подібно до ChatGPT, Claude використовує інтерфейс обміну повідомленнями, де користувачі можуть надсилати запити й отримувати докладні та актуальні відповіді.
Чат-бот спочатку був доступний у закритому бета-тестуванні через Slack. Пізніше Claude з'явився у додатку Poe від Quora разом із двома іншими чат-ботами. Наразі програма доступна для iOS і незабаром буде доступна для Android.
4 березня 2024 року компанія Anthropic презентувала нове сімейство моделей штучного інтелекту Claude 3: Haiku, Sonnet та Opus.

### Дослідження інтерпретованості
Anthropic також публікує дослідження щодо інтерпретації систем машинного навчання, зосереджуючись на архітектурі трансформера.